# Искър (град)
Вижте пояснителната страница за други значения на Искър.
Ѝскър е град в Северна България, Плевенска област, административен център на община Искър. Предишните му имена са Махалата и Пелово (1957 – 1998). По данни на ГРАО към 15 юни 2023 г. в града живеят 3264 души по настоящ адрес и 3414 души по постоянен адрес.

## География
Градът се намира на 1500 m от река Искър, на 15 km от Кнежа, на 30 km от областния център Плевен, в близост до Долни Дъбник (17 km).
В територията на общината са селата Долни Луковит, Писарово, Староселци.

## История
Територията и околностите на днешната община Искър са обитавани още от дълбока древност заради благоприятното географско положение и близостта на реката. Първите сведения за човешко присъствие в този район датират от IV-III хилядолетие пр.н.е., но по-определени сведения има от епохата на римското владичество. На километър и половина северно от града в местността Калето има следи от старо римско селище, където са намерени късноримски монети от IV-V век, съдове за бита, украшения. Селището е имало връзка с големия римски град Улпия-Ескус, за което свидетелства римският път, водещ до него.
По предания на местни жители може да се предположи, че град Искър възниква в началото на XVII в. Първите заселници идват от съседните села и се заселват в около 20 къщи близо до реката. Поради малкия брой жители селището е наречено Махалата, а по-късно – Горум махала и Писаревска махала.
През 1829 г. в с. Махалата се открива частно училище в дома на Горан Петровски. Това училище просъществува до построяването на черквата през 1837 г., изградена с лични средства от българския родолюбец и закрилник на селото Димитър Конов. Черквата съществува и днес и носи името „Св. Димитрий“. По същото време в югозападната част на черковния двор е построено и килийното училище. Махленци участват активно в националноосвободителното движение. През 1872 г. в черквата е основан таен революционен комитет от Васил Левски. След едно посещение на Левски, участниците в революционния комитет са арестувани и отведени в околийския център Плевен.
Църквата „Св. Димитрий“ е регистрирана в Министерството на културата като паметник на културата II степен.
С помощта на населението и без достатъчно финансови средства през 1897 г. е завършена новата учебна сграда с 6 големи и 2 малки стаи. В края на 1924 г. училищното настоятелство взима решение за надстрояване на втория етаж на централното училище. Първоначалното училище се приобщава към прогимназията и се нарича Махленско основно училище „Отец Паисий“. Новата учебна сграда е открита на 15 септември 1999 г.
Село Махалата с Указ № 291 (обн. 30.07.1957) е преименувано на с. Пелово в чест на починалия партизанин и политик Пело Пеловски – министър и секретар на ЦК на БКП. Пелово с Указ № 546 (обн. 15.09.1964 г.) е признато за селище от градски тип, а с Указ № 1942 (обн. 17.09.1974) – за град. От 1978 г. е общински център. С Указ № 110 (обн. 03.04.1998) е преименувано на Искър.

## Политика
- 2007 - Валентин Йорданов (ВМРО, ПД „Социалдемократи“, ДПС)
- 2003 – Тодор Ватковски (Земеделски съюз) печели на втори тур с 61% срещу Валентин Йорданов (БСП, БЗС Александър Стамболийски, ПДСД).
- 1999 – Валентин Йорданов (БСП, БЗС Александър Стамболийски, ПДСД) печели на втори тур с 56% срещу Борислав Борисов (ОДС).
- 1995 – Величко Ценов (Предизборна коалиция БСП, БЗНС Александър Стамболийски, ПК Екогласност) печели на първи тур с 68% срещу Венета Гатинска (СДС).

## Забележителности
- Полувкопана църква на повече от 150 години
- Белият брег – местност в близост до река Искър, за която се носят легенди за старото римско селище в Калето

## Редовни събития
Сред най-забележителните празненства е съборът – така нареченият „панаир на града“. Провежда се всяка година, като за начало се взема вторият петък от месец юни. Празниците продължават 3 дни.
Друго масово събиране на жителите на града е абитуриентският бал. Провежда се всяка година около 24 май. Абитуриентите дефилират с тоалетите си на централния площад на града.

## Личности
- Мито Ангелов – македоно-одрински опълченец, 45-годишен, земеделец, 1 рота на 11 сярска дружина, носител на сребърен медал „За военна заслуга“ и на орден „За храброст“ IV степен[3]
- Йосиф Нюйоркски (Величко Диков Иванов) (1907 – 1987) – духовник и нюйоркски митрополит
- Аспарух Пописаков (1914 – 1989) – общественик
- Цветан Цеков-Карандаш (1924 – 2010) – виден художник
- Свобода Маданска – журналистка
- майор Цвятко Горанов – Белене (лагер)
- Даниел Донов - Журналист
- полковник инж.Страхил Свиленски - български офицер (1943 - 2022), баща на политика от БСП Георги Свиленски
- Велко Кръстев-четник от четата на Хаджи Димитър и Стефан Караджа